# Kadumerak
Kadumerak is een bestuurslaag in het regentschap Pandeglang van de provincie Banten, Indonesië. Kadumerak telt 7565 inwoners (volkstelling 2010).